# 松本強二
松本 強二（まつもと きょうじ、1867年12月28日（慶応3年12月3日） - 1941年（昭和16年）8月2日）は、日本の弁護士、政治家。衆議院議員（2期）。

## 経歴
岡山県出身。1887年、司法省法学校卒。東京、宇都宮各始審裁判所判事試補、下妻治安裁判所判事、奈良地方裁判所判事を経て、弁護士、破産管財人となる。
1902年の第7回衆議院議員総選挙において奈良県郡部から憲政本党公認で立候補して当選した。1903年の第8回衆議院議員総選挙には不出馬。1920年、衆議院補欠選挙の繰上補充で17年ぶりに衆議院議員に復帰した。衆議院議員を2期務め、1920年の第14回衆議院議員総選挙には立候補しなかった。1941年死去。